# Спалевич, Дарко
Да́рко Спа́левич (серб. Дарко Спалевић / Darko Spalević; 24 марта 1977, Титова-Митровица) — сербский футболист, игравший на позиции нападающего.

## Клубная карьера
Дарко играл за следующие клубы: сербские «Партизан», «Приштина», «Бане», «Милиционар», «Црвена Звезда»; болгарский «Черно море» и «Локомотив» (Пловдив); российское «Динамо» (Махачкала); венгерский «Залаэгерсег»; китайский «Хэнань Констракшн» и боснийские «Славия» и «Олимпик».
В возрасте 24 лет Дарко блистал в «Милиционаре», а поэтому был куплен в «Црвену Звезду» Славолюбом Муслиным в 2001 году. Впоследствии Муслин в одном из интервью заявил, что Дарко является одним из лучших игроков десятилетия в его команде. Играть за новый клуб Дарко начал в квалификации Лиги чемпионов против «Байера». Через год, летом 2002 года был продан в пловдивский «Локомотив».
В «Славию» Дарко перешёл из венгерского «Залаэгерсега». За 2 года пребывания в клубе он забил рекордное число голов за сезон.

## Достижения
- Лучший бомбардир Чемпионата Сербии: 2012